# Церковь святого Иштвана (Пьештяны)
церковь Святого Иштвана (словацк. Кostol svätého Štefana) — приходская церковь в западнословацком городе Пьештяны, построенная в классическом стиле в 1828-1832гг. 
Представляет собой простое продольное помещение с прусскими сводами и овальным пресвитерием. 
С внешней стороны здание церкви разделено пилястрами. С западной стороны во фронтонный фасад встроена башня с пирамидальной крышей.
Землевладелец граф Ференц Эрдёди начал строить церковь в 1828 году и завершил строительство в 1831 году.
Через год церковь была освящена.
Главный алтарь Святого Иштвана был создан в Вене. Алтарный образ венгерского короля Иштвана Святого написан мастером Зиглером и датируется 1831 годом. От боковых алтарей остались только две скульптуры: скорбящей (семиболестной) Пресвятой Девы Марии и Святого Иосифа. Стилизованные под старину исповедальни были созданы в XX веке пьештянскими мастерами. Витражи созданы по проекту Янко Алекси в 1950 году. Настенные образы созданы троицей Папп, Петрович, Энгоф в 1931 году.
После Второй мировой войны по указу священника Александра Шинделара был изготовлен памятный колокол, который он сам и освятил (в день своей смерти) 2 ноября 1947 года.
18 марта 2005 года на церкви был размещён крест длиной 213 см и весом 70 кг, позолоченный золотом массой 24 карата. 13 марта его освятил пьештянский церковный декан Йозеф Богуницкий. Автором колокола был кузнец Юрай Шулек.